# Wohnhäuser Lortzingstraße 1 C und D

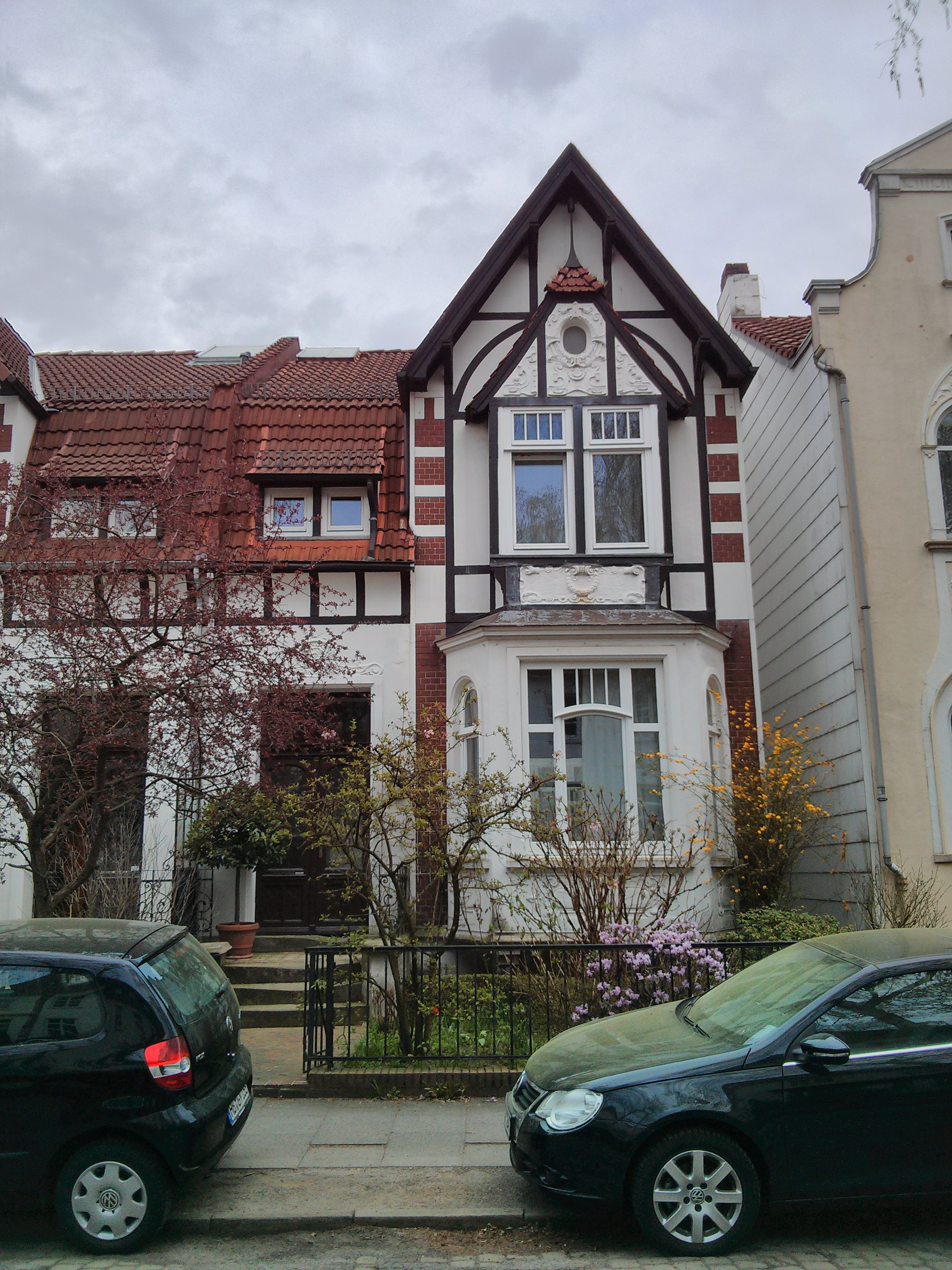
Lortzingstraße 1C

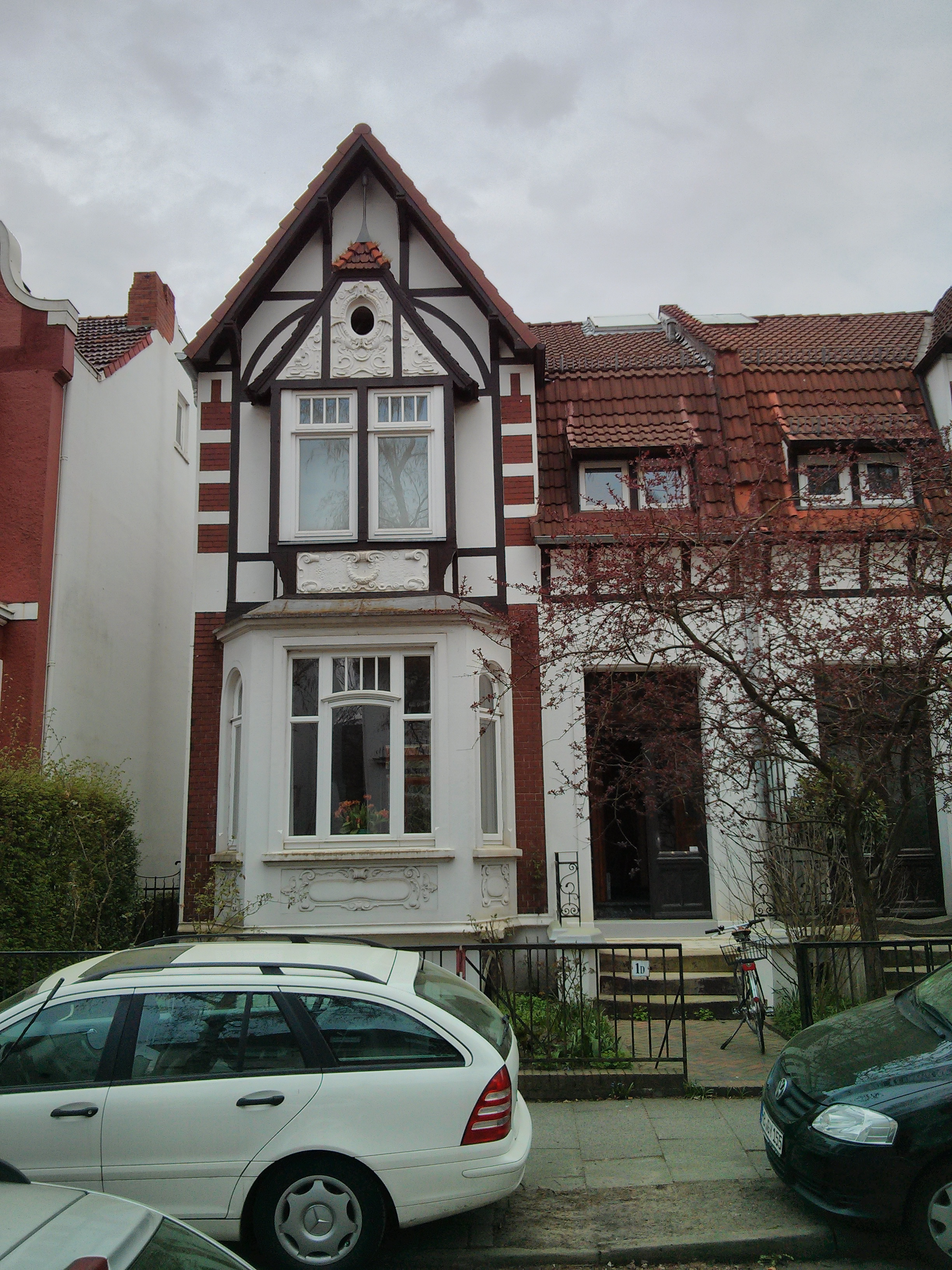
Lortzingstraße 1D

Die Wohnhäuser Lortzingstraße 1 C und D befinden sich in Bremen, Stadtteil Schwachhausen, Ortsteil Schwachhausen, Lortzingstraße 1C und 1D. Die Gebäude entstanden um 1905. 
Die Gebäude stehen seit 1973 unter Bremer Denkmalschutz.

## Geschichte
Die ein- und zweigeschossigen, verputzten Häuser mit Satteldächern und Mansarddächern und seitlichen Giebelrisaliten wurden um 1905 nebeneinander und gespiegelt in ähnlicher Formensprache in der Epoche der Jahrhundertwende im Reformstil bzw. englischen Cottagestil gebaut. 
In der kurzen Lortzingstraße von 1903, benannt nach dem Komponisten Albert Lortzing, stehen in der Nachbarschaft weitere Giebelhäuser wie Nr. 1E und 1F, viele davon als Bremer Häuser. Ansonsten wurden zwei- bis auch viergeschossige Wohnhäuser erstellt. Die Eckhäuser Lortzingstraße/Schwachhauser Heerstraße  78 (Villa Gross bzw. Bremer Medienhaus) und 78B sowie Lortzingstraße 6 sind dabei bemerkenswert.
Heute (2018) werden die Häuser als Wohnungen und Büros genutzt.